# Edgar Reynaud
Pour les articles homonymes, voir Reynaud.
Edgar Reynaud, né le 17 avril 1993, est un joueur français de hockey sur gazon. Il évolue au poste de gardien de but au Léopold, en Belgique et avec l'équipe nationale française.

## Carrière
Il a fait ses débuts en mars 2014 lors des 2 matchs amicaux face à la Grande-Bretagne.

## Palmarès
- : 2e à la Coupe du monde des moins de 21 ans en 2013.